# Slave to the Empire
Slave to the Empire ist das 2012 veröffentlichte Debütalbum der US-amerikanischen Rockband T&N.

## Geschichte
Im Jahr 2010 kam es zu dem Versuch, die Band Dokken in ihrer kommerziell erfolgreichsten Formation, bestehend aus George Lynch (Gitarre), Jeff Pilson (Bass), Mick Brown (Schlagzeug) und dem Sänger Don Dokken, wieder zusammenzubringen. Dieses Projekt scheiterte im Dezember 2010, als Don Dokken sich entschied, mit der damals aktuellen Formation seiner Band weiterzuarbeiten.
2011 arbeitete George Lynch zusammen mit Pilson, Brown und dem Schlagzeuger Brian Tichy (Billy Idol, Whitesnake) an Songs für seine Band Lynch Mob. Oni Logan, Sänger der Gruppe, war jedoch nicht der Meinung, dass dieses neue Material zur Band passen würde. Lynch, Pilson und Brown, die schon bei Dokken zusammen gespielt hatten, nahmen daraufhin zahlreiche von ihnen geschriebene Dokken-Lieder unter Beteiligung verschiedener Gastsänger wie Sebastian Bach, Doug Pinnick (King’s X), Tim „Ripper“ Owens und Geoff Tate (Queensrÿche), teilweise mit veränderten Arrangements, neu auf. Außerdem nahmen sie in der Besetzung Lynch, Pilson und Tichy weitere, neu geschriebene Stücke auf, bei denen Pilson den Gesang übernahm.
Das Album Slave to the Empire enthielt zwölf Titel, von denen fünf Lieder zum Werk der Gruppe Dokken gehören, nämlich Tooth and Nail, (gesungen von Doug Pinnick) nach dem sich T&N ursprünglich benannt hatten, It’s not Love, (Robert Mason) Into the Fire, Alone Again (Sebastian Bach) und Kiss of Death (Tim Owens). Allen Songs ist gemeinsam, dass sie auf den kommerziell erfolgreichsten Dokken-Alben, nämlich Tooth and Nail, Under Lock and Key und Back for the Attack veröffentlicht worden waren. Am Songwriting von zwei Liedern war auch Don Dokken beteiligt, die übrigen drei wurden von den jetzigen T&N-Mitgliedern geschrieben. Die anderen sieben Lieder auf Slave to the Empire sind neue Kompositionen.
Von Anfang an war geplant, das Material, das bei den Arbeiten 2011 entstanden war, auf zwei Alben zu verteilen. Aus diesem Grunde finden sich beispielsweise die Gesangsbeiträge von Geoff Tate oder Sass Jordan nicht auf Slave to the Empire.

## Titelliste
1. 4:40 – Slave to the Empire (Lynch, Pilson)
2. 5:42 – Sweet Unknown (Lynch, Pilson)
3. 3:36 – Tooth and Nail (Lynch, Pilson, Brown)
4. 5:49 – It’s Not Love (Lynch, Pilson)
5. 5:43 – Rhythm of the Soul (Tichy, Lynch, Pilson)
6. 5:37 – When Eagles Die (Lynch, Pilson)
7. 6:31 – Into The Fire (Dokken, Lynch, Pilson)
8. 4:28 – Alone Again (Dokken, Pilson)
9. 5:21 – Mind Control (Lynch, Pilson, St. John, Logan)
10. 5:48 – Kiss of Death (Dokken, Lynch, Pilson)
11. 5:50 – Jesus Train (Lynch, Pilson)
12. 6:40 – Access Denied (Lynch, Pilson, Tichy)

## Rezeption
Die Website Whiskey Soda schrieb zu dem Album, T&N seien „sowas wie eine 75-prozentige Dokken-Reunion - zumindest für fünf Songs, auf denen George Lynch, Jeff Pilson und "Wild" Mick Brown zusammen“ musizierten. Es handele sich dabei ausschließlich um „Neuaufnahmen von Dokken-Klassikern mit wechselnden Sängern.“ Bei Tooth & Nail stehe „Doug Pinnick (King's X) am Mikro, bei It's Not Love der ehemalige Lynch Mob-Frontmann Robert Mason.“ Bei Into The Fire singe Jeff Pilson selbst. Für Alone Again hätten T&N Sebastian Bach ins Studio geholt. Erstaunlicherweise „überzeuge der aber nicht,“ mit dem „Don Dokken der 1980er“ könne es „der Sebastian Bach der 2010er nicht aufnehmen.“ Dagegen verpasse „Tim ‘Ripper’ Owens dem Kiss Of Death eine ganz neue Tödlichkeit.“ Für alle Neuaufnahmen gelte „aber leider, dass die moderne, erdige Produktion den Songs ein bisschen den Charme genommen“ habe. Der härtere Sound ginge „klar auf Kosten der Atmosphäre.“ Immerhin hätte der Titelsong „auch gut auf ein Dokken-Reunion-Album gepasst, mit dem typischen Gitarrensound von George Lynch und viel Druck im Rhythmus.“ Den restlichen Songs mangele „es aber an bleibenden Melodien oder zumindest ein paar guten Ideen.“